# Heron (ostrov)
Heron (anglicky Heron Island) je ostrov v Korálovém moři náležející do oblasti Tropického Queenslandu v Austrálii. Ostrov se nachází na jižním cípu Velkého bariérového útesu. Je to nízký malý ostrov 800 m dlouhý a až 300 m široký. Dá se přejít za jednu hodinu. Je vzdálen 72 km od Gladstounu.

## Zajímavosti
- ostrov je proslulý podmínkami k potápění
- unikl drancování lovců guána
- několik let zde fungovala továrna na zpracování želvího masa
- jednu polovinu ostrova zabírá komfortní turistické letovisko a výzkumná stanice.